# پالژنیتسا
پالژنیتسا (به صربی: Paležnica) یک روستا در صربستان است که در Ljig واقع شده‌است.